# چمن‌لی (شرور)
چمن‌لی (به لاتین: Çəmənli، تا ۱ مارس ۲۰۰۳ کشتاز Keştaz) یک منطقهٔ مسکونی در جمهوری آذربایجان است که در شهرستان شرور واقع شده‌است. چمن‌لی ۸۹۸ نفر جمعیت دارد.